# Municipio de Perry (condado de Monroe, Ohio)
El municipio de Perry (en inglés: Perry Township) es un municipio ubicado en el condado de Monroe en el estado estadounidense de Ohio. En el año 2010 tenía una población de 451 habitantes y una densidad poblacional de 7,15 personas por km².

## Geografía
El municipio de Perry se encuentra ubicado en las coordenadas 39°39′3″N 81°4′29″O / 39.65083, -81.07472. Según la Oficina del Censo de los Estados Unidos, el municipio tiene una superficie total de 63.11 km², de la cual 63,08 km² corresponden a tierra firme y (0,04 %) 0,02 km² es agua.

## Demografía
Según el censo de 2010, había 451 personas residiendo en el municipio de Perry. La densidad de población era de 7,15 hab./km². De los 451 habitantes, el municipio de Perry estaba compuesto por el 98 % blancos, el 0,22 % eran afroamericanos, el 1,55 % eran de otras razas y el 0,22 % eran de una mezcla de razas. Del total de la población el 1,77 % eran hispanos o latinos de cualquier raza.